# Europäische Kommission

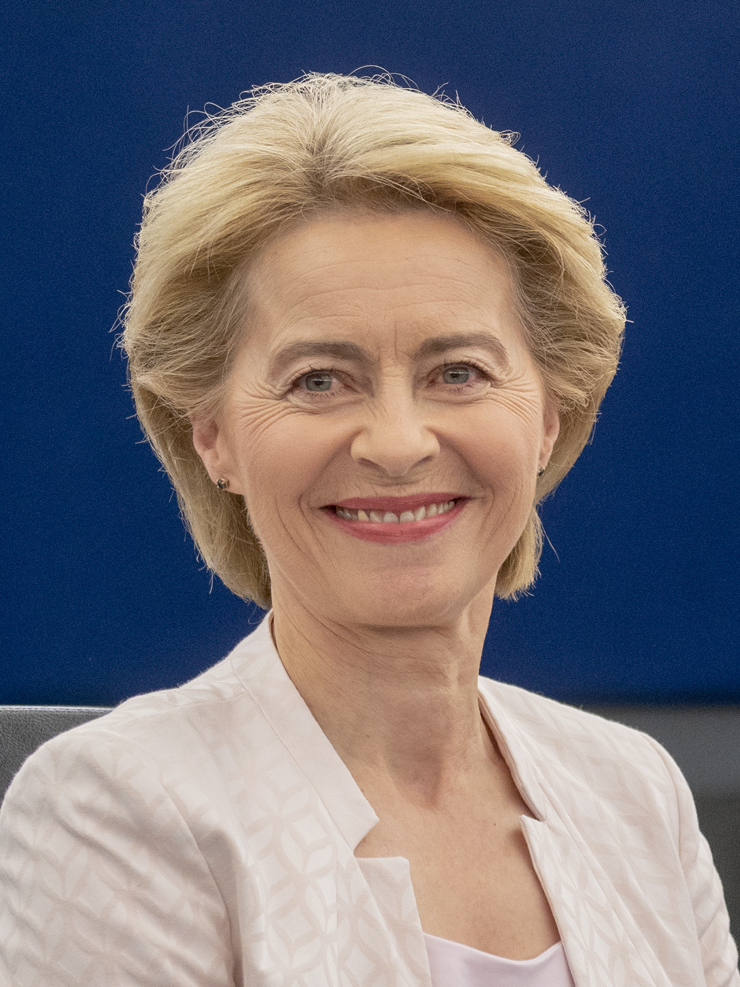
Ursula von der Leyen, Präsidentin der seit 2019 amtierenden Europäischen Kommission

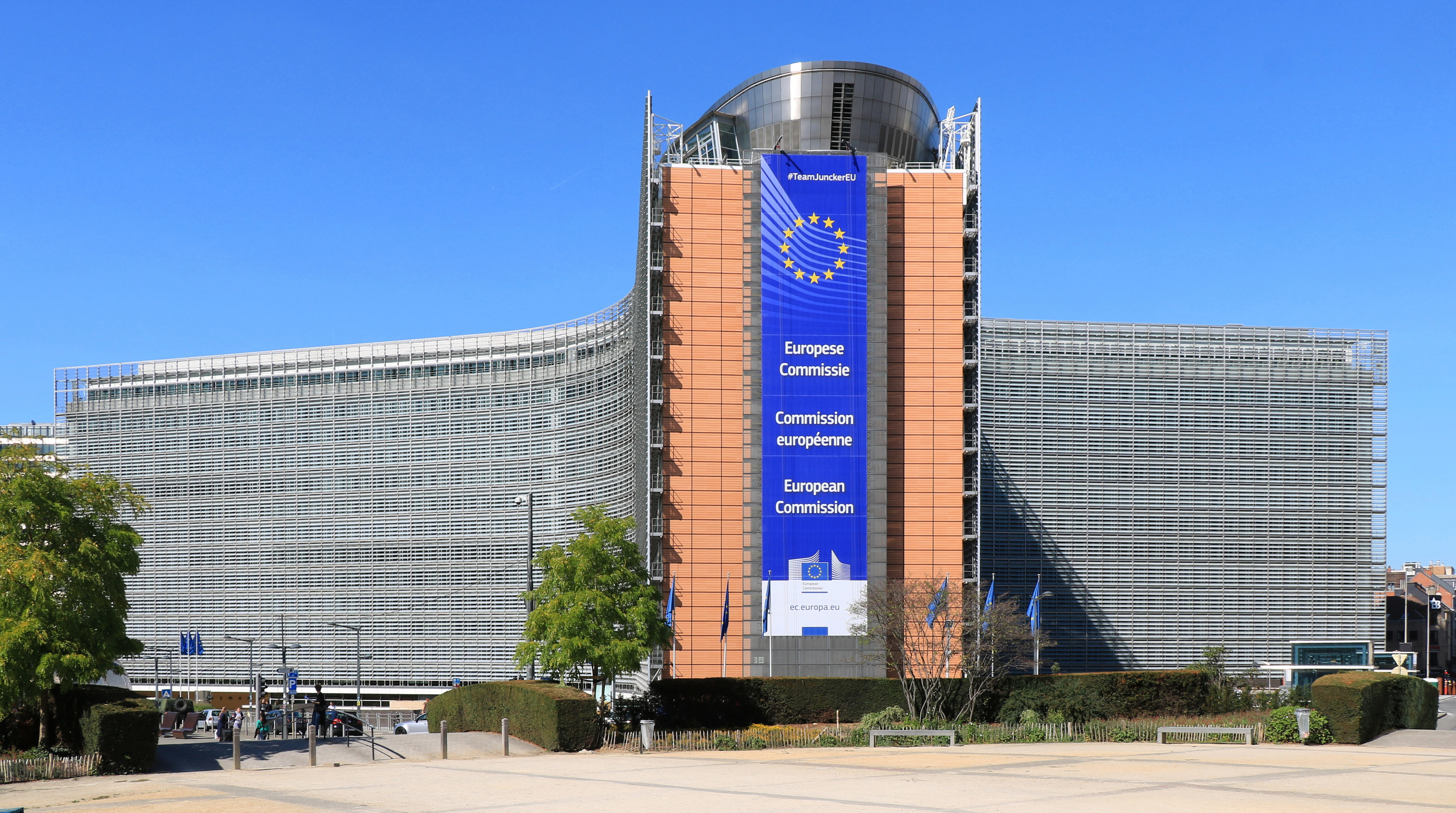
Hauptquartier der Europäischen Kommission in Brüssel (Berlaymont-Gebäude)

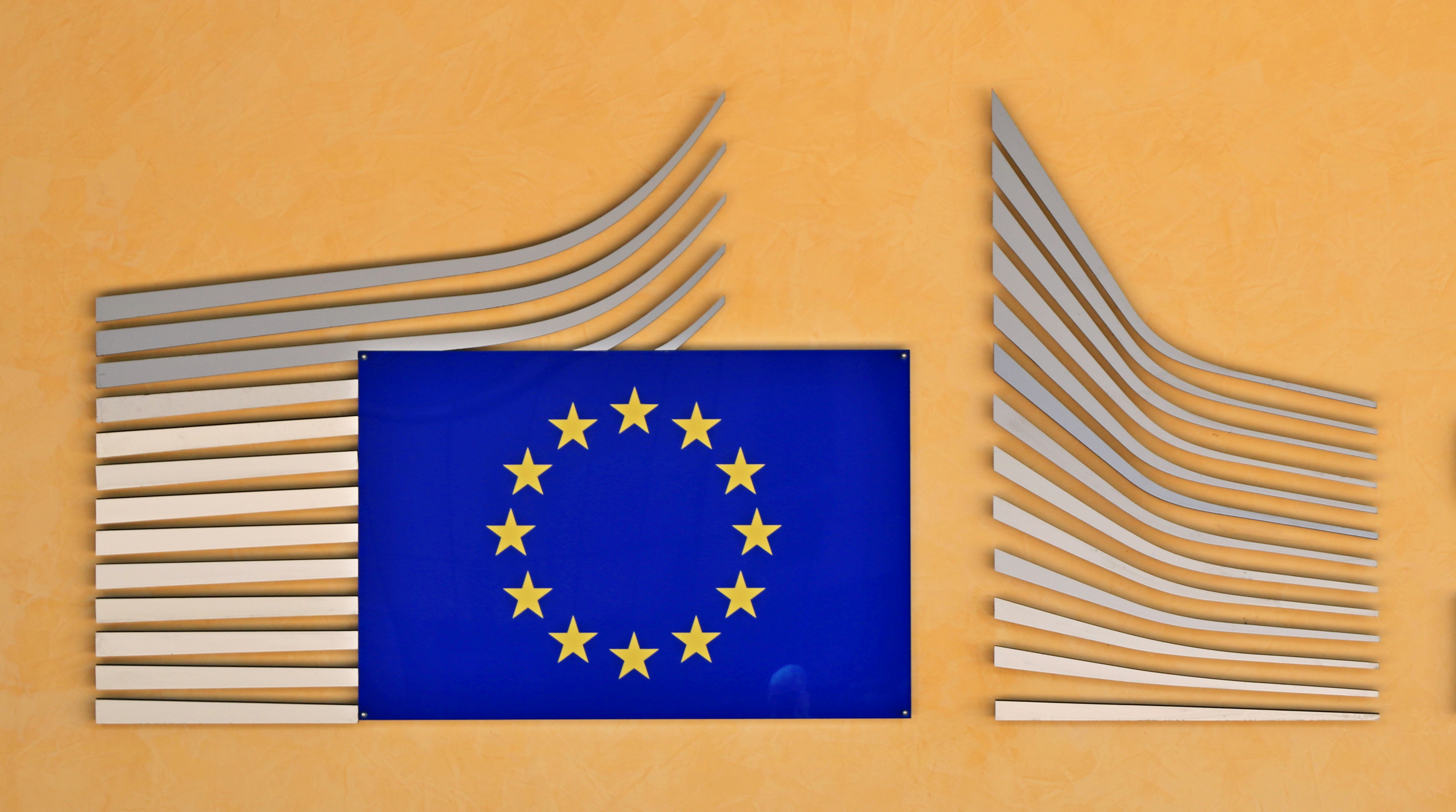
Logo der Europäischen Kommission am Eingang zum Berlaymont-Gebäude (stilisierte Anspielung auf das Gebäude)

Die Europäische Kommission (abgekürzt EK, im offiziellen Schriftverkehr häufig KOM), kurz EU-Kommission, ist ein supranationales Organ der Europäischen Union (EU). Im politischen System der EU nimmt sie vor allem Aufgaben der Exekutive wahr und entspricht damit der Regierung in staatlichen Systemen. Sie hat jedoch noch weitere Funktionen: So überwacht sie als „Hüterin der Verträge“ etwa die Einhaltung des Europarechts durch die EU-Mitgliedstaaten und kann gegebenenfalls Klage gegen einen EU-Staat beim Europäischen Gerichtshof erheben. Zudem hat sie, bis auf einige in den EU-Verträgen genannte Fälle, das alleinige Initiativrecht im EU-Gesetzgebungsverfahren.
Die Mitglieder der Kommission der Europäischen Union, die EU-Kommissare, werden von den Regierungen der EU-Staaten nominiert und vom Europäischen Parlament gewählt. Sie sollen in ihren Entscheidungen unabhängig sein und nur die gemeinsamen Interessen der Union, nicht die ihrer jeweiligen EU-Herkunftsstaaten vertreten. Ihre Amtszeit entspricht der fünfjährigen Legislaturperiode des Europäischen Parlaments, dem sie gemäß Art. 17, Abs. 8 EU-Vertrag gegenüber verantwortlich sind und das sie jederzeit abwählen kann.
Die Kommission wird von der Präsidentin der Europäischen Kommission, derzeit Ursula von der Leyen, geleitet, die unter anderem die Ressortverteilung festlegt und auch einzelne Kommissare entlassen kann. Sitz der Kommission ist Brüssel; einige Dienststellen befinden sich in Luxemburg.

## Aufgaben
Als Organ ist die Kommission in Art. 17 EU-Vertrag sowie Art. 244 ff. AEU-Vertrag verankert. Sie übernimmt im Wesentlichen Funktionen der Exekutive und ist insofern mit der Regierung eines Nationalstaats vergleichbar. So sorgt sie mithilfe ihres Beamtenapparats für die korrekte Ausführung der europäischen Rechtsakte (also Richtlinien, Verordnungen, Beschlüsse), setzt den EU-Haushalt um und führt die beschlossenen Förderprogramme durch.
Allerdings nimmt die Kommission auch noch weitere Aufgaben wahr: Insbesondere besitzt sie im Bereich der Legislative der EU das alleinige Initiativrecht, das heißt, nur sie kann den formalen Vorschlag zu einem EU-Rechtsakt machen und diesen dem Rat der Europäischen Union und dem Europäischen Parlament unterbreiten. Rat und Parlament können die Vorschläge der Kommission zwar abändern und erweitern, sie können aber nicht von sich aus ein Rechtsetzungsverfahren einleiten. Auch wenn das Verfahren bereits läuft, hat die Kommission noch einen gewissen Einfluss auf seine Entwicklung: So kann sie zu den von Rat und Parlament beschlossenen Änderungen positiv oder negativ Stellung nehmen, wodurch sich jeweils die zur Verabschiedung erforderlichen Mehrheiten in diesen beiden Institutionen verändern. Die Europäische Kommission kann nach Art. 293 Abs. 2 AEUV ihren Vorschlag jederzeit im Verlauf der Verfahren zur Annahme eines Rechtsakts der Union ändern oder zurücknehmen, solange kein Beschluss des Rates ergangen ist. Die Kommission kann ihren Rechtsetzungsvorschlag etwa zurücknehmen, wenn eine von Parlament und Rat beabsichtigte Änderung den Vorschlag in einer Weise verfälscht, die der Verwirklichung der mit ihm verfolgten Ziele entgegensteht.
Eine besondere Funktion hat die Kommission bei dem Erlass von Durchführungsbestimmungen zu den EU-Rechtsakten. Diese sind nach Art. 291 AEU-Vertrag im Normalfall Aufgabe der Mitgliedstaaten; aufgrund der hohen Komplexität vieler Regelungen sind diese dabei jedoch auf das Fachwissen der Kommission angewiesen. Daher hat sich das Komitologie-Verfahren etabliert, in dem Vertreter der nationalen Regierungen unter Beteiligung von Kommissionsbeamten die nötigen Durchführungsmaßnahmen beschließen.
Ferner kommt der Kommission eine besondere Rolle als „Hüterin der Verträge“ zu: Sie achtet darauf, dass die Mitgliedstaaten die europarechtlichen Verpflichtungen, die sie mit dem EU-Vertrag und dem AEU-Vertrag eingegangen sind, auch einhalten. So überprüft sie beispielsweise im Rahmen der Beihilfekontrolle, ob Subventionen der Mitgliedstaaten gegen die Regelungen zum Europäischen Binnenmarkt verstoßen; die Mitgliedstaaten müssen sich solche Subventionen daher von der Europäischen Kommission genehmigen lassen. Bei Rechtsverstößen der Mitgliedstaaten kann die Kommission ein Vertragsverletzungsverfahren vor dem Europäischen Gerichtshof einleiten.
Vor allem in den Bereichen Außenhandel und Entwicklungszusammenarbeit agiert die Kommission auch als Vertreterin der EU auf internationaler Ebene. So repräsentiert sie die EU-Mitgliedstaaten beispielsweise in der Welthandelsorganisation und handelt die dort geschlossenen Übereinkommen selbstständig aus.

## Zusammensetzung

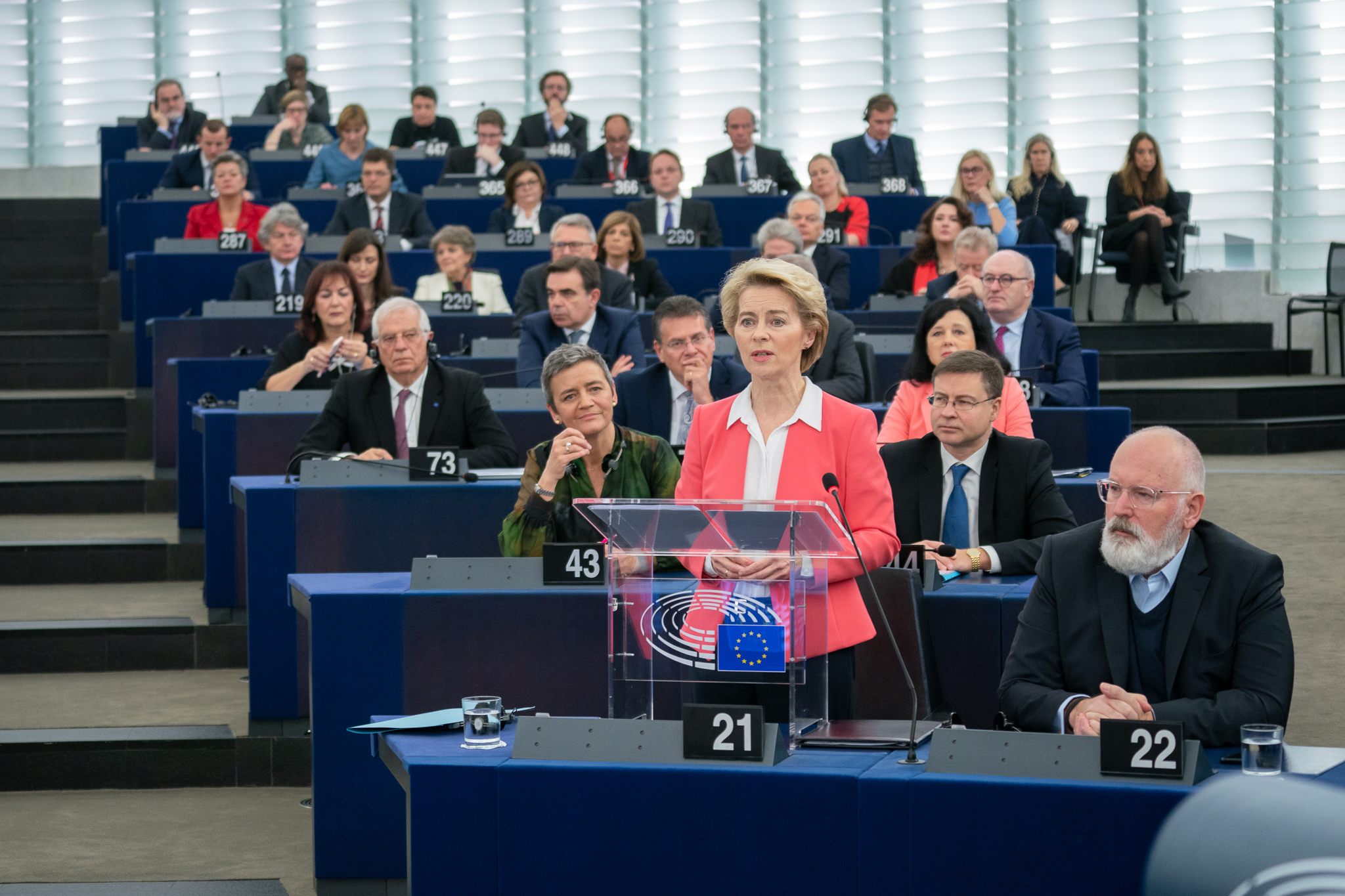
Die vom Europäischen Rat 2019 nominierte Ursula von der Leyen hält ihre Bewerbungsrede als Kommissionspräsidentin kurz vor ihrer Wahl durch das Europaparlament. Hinter ihr die anderen Kommissare auf der Regierungsbank.

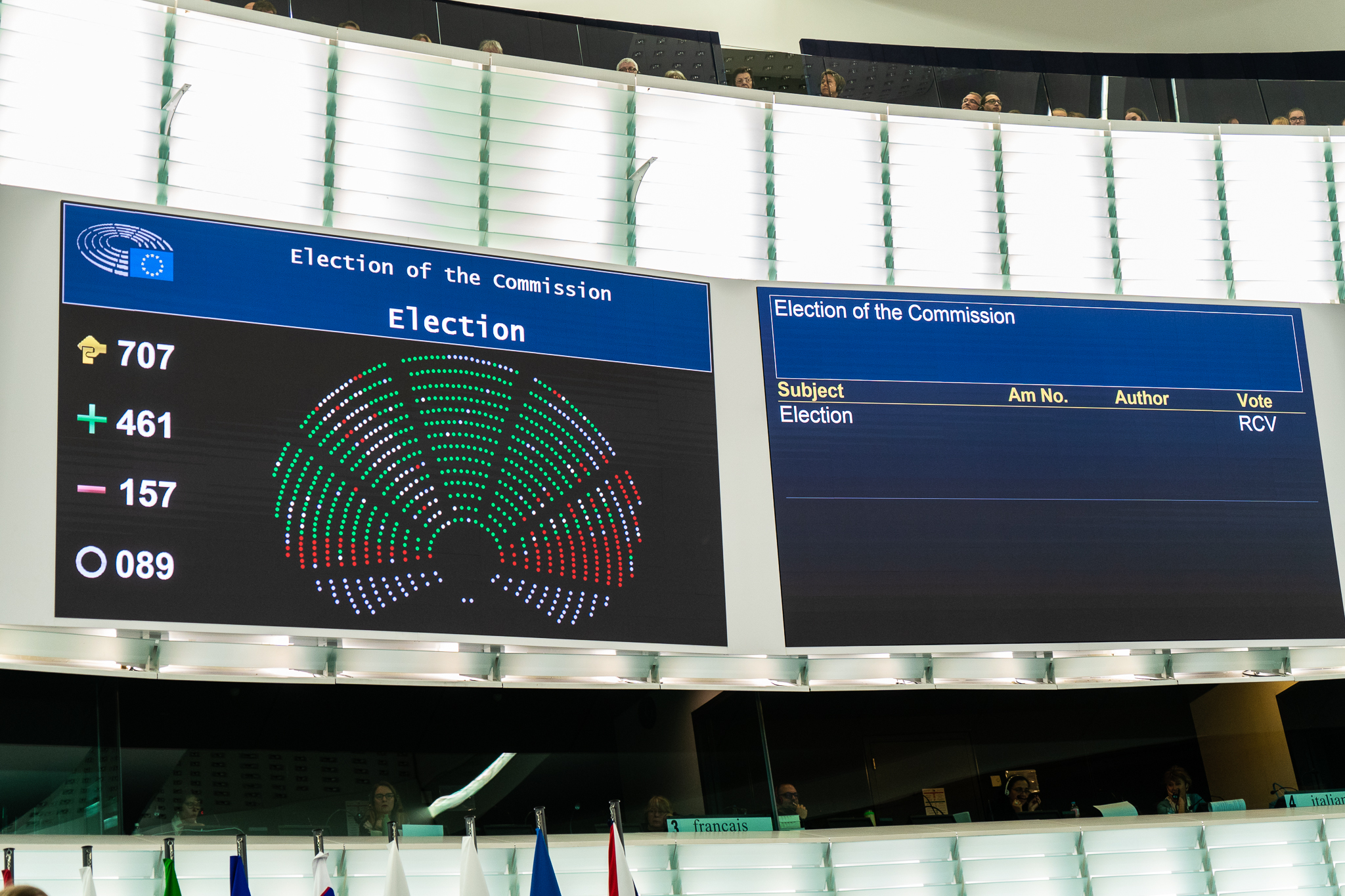
Das Ergebnis der Abstimmung über die Kommission von der Leyen I im Europäischen Parlament in Straßburg am 27. November 2019

Die Europäische Kommission besteht aktuell aus 27 Mitgliedern, die umgangssprachlich als Kommissare bezeichnet werden. Die Gruppe der 27 Mitglieder wird in Abgrenzung zur Gesamtbehörde auch als Kollegium der Kommissions-Mitglieder (College of the members of the Commission)  bezeichnet. Seit der EU-Erweiterung 2004 entsendet jeder der Mitgliedstaaten einen Staatsangehörigen als Kommissionsmitglied. Eines der Kommissionsmitglieder nimmt als Präsident der Europäischen Kommission eine Leitungs- und Sprecherfunktion ein, ansonsten ist jedem Kommissar ein bestimmtes politisches Ressort zugeordnet. Der Kommissionspräsident besitzt eine Richtlinienkompetenz in der Kommission, er ernennt die Vizepräsidenten und kann auch selbständig einzelne Kommissare entlassen (Art. 17 Abs. 6 EU-Vertrag). Entschlüsse werden aber grundsätzlich nach dem Kollegialprinzip gefasst, bei dem alle Mitglieder der Kommission gleichberechtigt sind. Die Kommissionsmitglieder dürfen während ihrer Amtszeit keiner anderen Berufstätigkeit nachgehen, die Regierungen müssen ihre Unabhängigkeit beachten und dürfen nicht versuchen, sie zu beeinflussen (Art. 245 AEUV). Einer der Kommissare ist als Hoher Vertreter der EU für Außen- und Sicherheitspolitik zugleich Vizepräsident der Kommission und Vorsitzender im Rat für Auswärtige Angelegenheiten, er nimmt damit eine Doppelfunktion zwischen Kommission und Rat der EU ein.
Nach dem Vertrag von Nizza hätte seit der Europawahl 2009 die Zahl der EU-Kommissare kleiner als die der Mitgliedstaaten sein müssen. Und auch der seit dem 1. Dezember 2009 gültige Vertrag von Lissabon sieht eigentlich vor, dass seit 2014 nur noch zwei Drittel der Mitgliedstaaten einen Kommissar stellen können (Art. 17 Abs. 5 EU-Vertrag). Allerdings kann der Europäische Rat durch Beschluss auch eine andere Zusammensetzung der Kommission festlegen. Im Ratifikationsverfahren stieß die vorgesehene Verkleinerung vor allem in einigen kleineren Ländern auf Kritik und galt als einer der Gründe, weshalb das erste Referendum, das in Irland über den Vertrag abgehalten wurde, scheiterte. Daher sicherte der Europäische Rat Irland im Dezember 2008 zu, dass bei Inkrafttreten des Vertrags von einer Verkleinerung der Kommission abgesehen werde. Ein entsprechender Beschluss wurde in der Folge vom Europäischen Rat am 22. Mai 2013 gefasst, sodass jeder Mitgliedstaat weiterhin einen Kommissar stellen kann.

### Wahl
Die Kommission wird grundsätzlich alle fünf Jahre nach der Europawahl neu besetzt (Art. 17 EU-Vertrag). Dabei nominiert zunächst der Europäische Rat mit qualifizierter Mehrheit den Kommissionspräsidenten, wobei er laut des EU-Vertrags das Wahlergebnis berücksichtigen muss. Anschließend benötigt der Kommissionspräsident ein erstes Zustimmungsvotum des Europäischen Parlaments. Scheitert er dabei, muss der Europäische Rat einen neuen Kandidaten vorschlagen.
Bei der Europawahl 2014 wurde erstmals zwischen den Europaparteien informell das „Spitzenkandidaten“-Prinzip vereinbart, welches besagt, dass der Europäische Rat dabei nur denjenigen Kandidaten nominieren darf, dessen Partei bei der Europawahl das beste Ergebnis erzielt hat. Dementsprechend wurde Jean-Claude Juncker von der Europäischen Volkspartei zum Präsidenten gewählt. Nach der Europawahl 2019 wurde dieses Prinzip jedoch mit der Wahl von Ursula von der Leyen, die vorher nicht als Spitzenkandidatin angetreten war, vorerst wieder aufgegeben. Sie erklärte daraufhin, das Verfahren gemeinsam reformieren zu wollen.
Hat der Präsidentschaftskandidat die erforderliche Mehrheit im Parlament erreicht, schlagen ihm die Regierungen der Mitgliedstaaten jeweils einen Kommissar aus ihrem Staat vor. Der designierte Kommissionspräsident kann diese jedoch zurückweisen. Anschließend muss das Kollegium zunächst im Rat der Europäischen Union mit qualifizierter Mehrheit bestätigt werden. Dabei werden die Vorschläge der Regierungen üblicherweise ohne Weiteres übernommen; die Kommissare entstammen daher meistens denjenigen Parteien, die in ihrem jeweiligen Staat die Regierung bilden. Der Europäische Rat wählt außerdem den Hohen Vertreter für Außen- und Sicherheitspolitik; dieser ist zugleich einer der Vizepräsidenten der Kommission. Die übrigen Ressorts kann der Kommissionspräsident nach der Nominierung der Kandidaten selbstständig verteilen, außerdem kann er weitere Vizepräsidenten unter den Kommissaren ernennen. Zuschnitt und Verteilung der Ressorts kann der Kommissionspräsident auch später jederzeit wieder verändern.
Nach der Nominierung der Kommissare befragen die jeweils zuständigen Ausschüsse des neu gewählten Europäischen Parlaments die Kandidaten in öffentlichen Sitzungen ausführlich und geben Stellungnahmen ab. Hierbei sind bereits mehrfach einzelne Nominierte (z. B. Alenka Bratušek, László Trócsányi, Sylvie Goulard) durchgefallen, woraufhin ihre jeweiligen Länder neue Kandidaten vorschlagen müssen. Anschließend findet eine Wahl im Parlament über die Kommission als Ganze statt. Erhält diese die erforderliche Mehrheit, wird die Kommission vom Europäischen Rat ernannt und nimmt daraufhin ihre Arbeit auf.

### Abwahl
Nach der Ernennung der Kommission kann das Europäische Parlament diese jederzeit durch ein mit Zweidrittelmehrheit getroffenes Misstrauensvotum wieder abwählen (Art. 234 AEU-Vertrag). Der Hohe Vertreter, der zusammen mit den anderen Mitgliedern der Kommission gewählt wird, kann außerdem auch vom Europäischen Rat entlassen werden (Art. 18 EU-Vertrag). Des Weiteren muss jedes Kommissionsmitglied zurücktreten, wenn es vom Kommissionspräsidenten dazu aufgefordert wird. Die Ernennung von neuen Kommissaren läuft in all diesen Fällen nach demselben Verfahren ab wie bei einer regulären Neubesetzung, wobei die Amtszeit der neu ernannten Kommissare nur bis zum Ende der laufenden Legislaturperiode des Europäischen Parlaments dauert.

### Legitimität
Das Ernennungsverfahren der Europäischen Kommission wird häufig als Teil des sogenannten „Demokratiedefizits der Europäischen Union“ angesehen, da sie ursprünglich nur indirekt über die Regierungen der Mitgliedstaaten legitimiert war. Tatsächlich wurde die Kommission bei ihrer Gründung vor allem als eine unabhängige, technokratische Institution angesehen, die ähnlich wie eine Zentralbank nach Möglichkeit dem Einfluss der täglichen politischen Auseinandersetzungen entzogen sein sollte. Mit zunehmender Ausweitung der Politikfelder der Europäischen Union und einer damit einhergehenden Politisierung der Kommission mehrten sich jedoch auch die Forderungen nach einer besseren Legitimierung der Kommission. Entsprechend wurden im Vertrag von Maastricht 1992 und im Vertrag von Amsterdam 1997 auch die Mitspracherechte des Europäischen Parlaments erheblich ausgeweitet. Seither spielt dieses eine zentrale Rolle bei der Wahl der Kommission, die ohne dessen Zustimmung nicht ernannt werden und von diesem auch jederzeit wieder abgewählt werden kann. Auch ist die Kommission inzwischen gemäß Art. 17, Abs. 8 EU-Vertrag nur dem Parlament gegenüber politisch verantwortlich.
Im Europäischen Konvent, der den Entwurf für den EU-Verfassungsvertrag ausarbeitete, wurde 2002 auch über Möglichkeiten wie eine Wahl allein durch das Europäische Parlament (also ohne Mitwirkung des Europäischen Rates) oder sogar eine Direktwahl des Kommissionspräsidenten durch die EU-Bevölkerung diskutiert. Allerdings konnten sich diese Vorschläge zuletzt nicht durchsetzen.

### Amtierende Kommission
Nach der Europawahl 2024 wurde Ursula von der Leyen als Kommissionspräsidentin wiedergewählt. Die Kommission trat ihr Amt am 1. Dezember 2024 an.

## Arbeitsweise

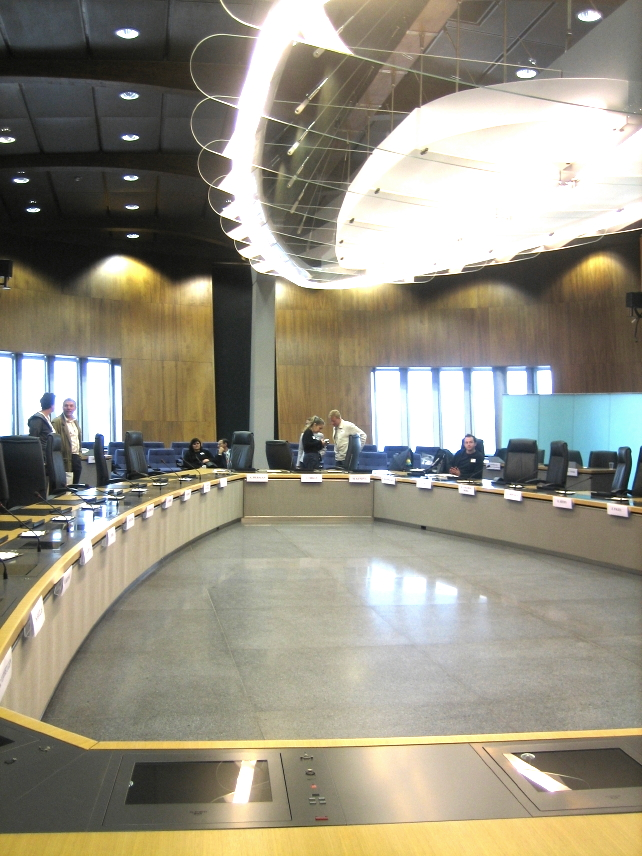
Hauptbesprechungszimmer der Europäischen Kommission im Berlaymont-Gebäude

Die Regelungen zur Organisation der Kommission sind in ihrer Geschäftsordnung festgehalten. Die Sitzungen der Kommissare finden meist einmal wöchentlich am Mittwochvormittag in Brüssel statt; die Kommissare können aber auch zusätzliche Termine vereinbaren. In den Wochen, in denen das Europäische Parlament Plenarsitzungen in Straßburg abhält, tagt auch das Kommissionskollegium dort. Die Sitzungen werden vom Kommissionspräsidenten geleitet, bei dessen Abwesenheit vom Ersten Vizepräsidenten der Kommission. Sie sind nicht öffentlich, es werden aber Protokolle davon publiziert.
In den Sitzungen werden Beschlüsse mit einfacher Mehrheit gefasst, bei Stimmengleichheit entscheidet die Stimme des Kommissionspräsidenten. Die meisten Beschlüsse werden allerdings außerhalb der Sitzungen im schriftlichen Verfahren getroffen, bei dem alle Kommissionsmitglieder einen Vorschlag schriftlich vorgelegt bekommen und dieser als gebilligt gilt, wenn nicht innerhalb einer bestimmten Frist Einwände erhoben werden. Bei weniger bedeutenden Fragen kann die Kommission Entscheidungen auch an einzelne Kommissare oder an Mitarbeiter der Generaldirektionen delegieren. Dabei gilt allerdings in jedem Fall das Kollegialitätsprinzip, Beschlüsse werden also formal immer von der Kommission als Ganzes getroffen.
Der Kommission unterstehen verschiedene Generaldirektionen, die ähnliche Funktionen wie die Ministerien auf nationaler Ebene erfüllen. Anders als bei Ministerien decken sich jedoch die Ressorts der Kommissare teilweise nicht genau mit denen der Generaldirektionen, sodass teilweise einem Kommissar mehrere Generaldirektionen zugeordnet sein können oder eine Generaldirektion mehreren Kommissaren zuarbeitet. Für die interne Verwaltung gibt es Dienstleister, etwa den Juristischen Dienst und den Übersetzungsdienst, die organisatorisch den Generaldirektionen gleichgestellt sind. Für die Durchführung bestimmter Gemeinschaftsprogramme kann die Europäische Kommission darüber hinaus auf sogenannte Exekutivagenturen zurückgreifen, die jeweils nur für bestimmte Tätigkeiten und auf einen bestimmten Zeitraum eingerichtet werden. Ein wichtiger Verwaltungsposten innerhalb der EU ist der Generalsekretär der Europäischen Kommission, ein EU-Beamter, der den Verwaltungsapparat administrativ führt.
Jedes Kommissionsmitglied verfügt darüber hinaus über einen eigenen Mitarbeiterstab (das sogenannte Kabinett) aus sechs bis neun politischen Beamten. Die Kabinettchefs bereiten die Tagesordnung für die Sitzungen des Kollegiums vor und stimmen sich bereits untereinander ab: Bei den sogenannten „A-Punkten“ (A Artikel) herrscht Einigkeit unter den Ressorts, sie sind ohne größere Beratung beschlussfähig. Die sogenannten „B-Punkte“ (B Artikel) dagegen bedürfen eingehender Diskussion im Kollegium.
Für die Koordinierung zwischen den verschiedenen Ressorts, die Organisation der Sitzungen und die Veröffentlichung der Beschlüsse wird der Kommissionspräsident von einem Generalsekretär unterstützt. Das Generalsekretariat der Europäischen Kommission hat dabei den gleichen organisatorischen Rang wie die anderen Generaldirektionen und Dienste.
Die Kommission besitzt zudem Auslandsvertretungen, die sogenannten Delegationen der Europäischen Union, die dem Hohen Vertreter unterstehen. Sie übernehmen Funktionen wie die Außendarstellung von EU-Politik, das Erstellen von Analysen für die Kommission sowie gegebenenfalls Verhandlungen im Rahmen eines vorgegebenen Mandats. Sie bilden die Basis für den Europäischen Auswärtigen Dienst. Außerdem hat die Kommission Vertretungsbüros in allen EU-Mitgliedstaaten, die oft zusammen mit Informationsbüros des Europäischen Parlaments in einem sogenannten Haus der Europäischen Union untergebracht sind.
Die internen Arbeitssprachen der Europäischen Kommission sind Englisch, Französisch und Deutsch. Arbeitsdokumente werden in alle drei Sprachen übersetzt. Interne Besprechungen werden jedoch häufig nur in Englisch geführt.

## Ausschüsse und Beiräte
Ausschüsse und Expertengruppen unterstützen die Kommission mit ihrem Rat und ihrem Fachwissen. Es gibt zum Beispiel den Ausschuss für Regulierungskontrolle. Sein Leiter ist Rytis Martikonis.

## Ausschussverfahren
„Die Europäische Kommission erhält in manchen Fällen durch einen Rechtsakt die Befugnis zur Verabschiedung von Durchführungsrechtsakten, mit denen die Bedingungen für eine einheitliche Anwendung eines bestimmten Gesetzes geschaffen werden. Das Ausschussverfahren umfasst eine Reihe von Verfahrensschritten (beispielsweise Sitzungen von repräsentativen Ausschüssen), die den EU-Ländern ein Mitspracherecht bei Durchführungsrechtsakten geben.“

## Geschichte

### Die drei Kommissionen bis 1967
Die Europäische Kommission hat ihren Ursprung in der Hohen Behörde, die im Rahmen des Pariser Vertrages zur Gründung der Europäischen Gemeinschaft für Kohle und Stahl (EGKS) 1952 geschaffen wurde, jedoch auch schon als Kommission bezeichnet wurde. Die Hohe Behörde hatte ihren Sitz in Luxemburg und besaß sehr weitgehende eigene Entscheidungsrechte für den Bereich der Montanindustrie. Lediglich in bestimmten Fällen – insbesondere, wenn Entscheidungen der Hohen Behörde auch Auswirkungen auf andere Sektoren gehabt hätten – benötigte sie die Zustimmung des Ministerrats.
Die Hohe Behörde setzte sich aus neun Mitgliedern zusammen, von denen acht durch die sechs EGKS-Staaten ernannt wurden und das neunte von den übrigen acht frei hinzugewählt wurde. Entscheidungen wurden mit einfacher Stimmenmehrheit getroffen. Die Hohe Behörde wählte ihren Präsidenten selbst; der erste Präsident war Jean Monnet, der geistige Urheber des Schuman-Plans, der zur Gründung der EGKS geführt hatte.

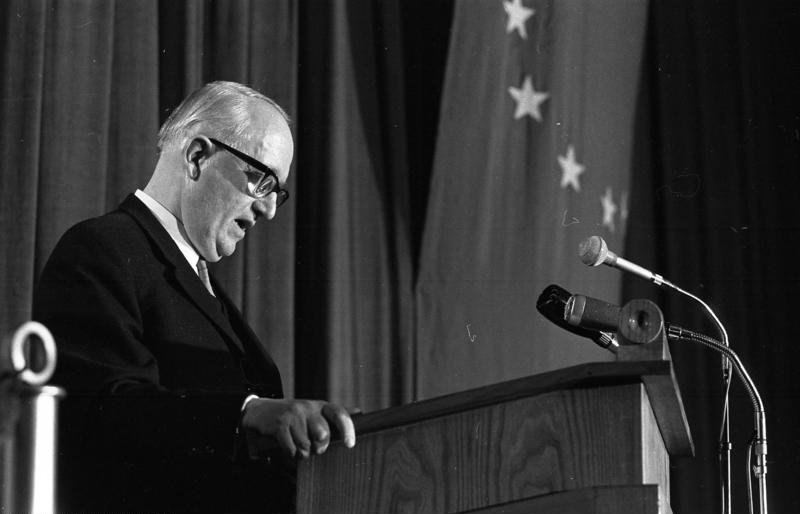
Walter Hallstein, 1969

Mit der Gründung der Europäischen Wirtschaftsgemeinschaft (EWG) und der Europäischen Atomgemeinschaft (Euratom) 1958 wurden zwei neue Kommissionen eingerichtet, die nun auch offiziell diesen Namen trugen. Die Struktur der neuen Kommissionen war im Wesentlichen der Hohen Behörde nachempfunden, wobei die Euratom-Kommission nur aus fünf Mitgliedern bestand. Allerdings hatten die Mitgliedstaaten nun deutlich größeren Einfluss: Sie ernannten alle Kommissionsmitglieder und auch den Kommissionspräsidenten selbst, und die Kommissionen besaßen ohne Zustimmung des Ministerrats kaum noch eigene Entscheidungsmöglichkeiten. Zum ersten Präsidenten der EWG-Kommission wurde Walter Hallstein ernannt, der als außenpolitischer Staatssekretär unter Konrad Adenauer von deutscher Seite wesentlich zur Gründung der Gemeinschaften beigetragen hatte.
Während der 1960er Jahre kam es zu einem heftigen Konflikt zwischen der von Hallstein geführten EWG-Kommission und der französischen Regierung unter Präsident Charles de Gaulle. Während Hallstein die Kommission langfristig zu einer europäischen Regierung ausbauen wollte und dafür auch eigene Haushaltsmittel anstrebte, betrachtete de Gaulle die Kommission als reine Verwaltungsbehörde und versuchte mit den sogenannten Fouchetplänen, einen „Rat der Regierungschefs“ zu begründen, der die Macht bei den nationalen Regierungen konzentrieren sollte. Diese Auseinandersetzung kulminierte 1965/66 in der Krise des leeren Stuhls, bei der Frankreich europäische Ministertreffen boykottierte. Die Krise wurde 1966 mit dem Luxemburger Kompromiss beigelegt, der vorschrieb, dass alle Fragen, bei denen ein Mitgliedsland wesentliche Interessen tangiert sah, nur einstimmig entschieden werden durften. Das Initiativmonopol der Kommission – das ausschließlich ihr zustehende Recht, Gesetzesvorschläge im Ministerrat einzubringen – wurde dadurch faktisch eingeschränkt, weil sie von nun an nur noch Vorschläge auf der Grundlage des kleinsten gemeinsamen Nenners machen konnte. Damit war der Ministerrat laut Christoph Driessen „zur bestimmenden Institution der EWG geworden, während die Rolle der Kommission zurückgedrängt“ wurde.  Auf Druck Frankreichs erklärte Hallstein 1967, nicht für eine neue Amtszeit kandidieren zu wollen.
Mit Hallsteins Rücktritt fiel auch eine erste Strukturreform der drei Gemeinschaften zusammen, deren Institutionen nun zusammengelegt wurden. Am 1. Juli 1967 wurden daher die Hohe Behörde der EGKS und die Kommissionen von EWG und Euratom im Rahmen des EG-Fusionsvertrags zur Europäischen Kommission verschmolzen. Die neue Kommission war nun für alle Politikbereiche der Europäischen Gemeinschaften zuständig.
|     | EGKS         | EGKS      | EWG          | EWG       | EURATOM    | EURATOM   |
| Nr. | Hohe Behörde | Amtszeit  | Kommission   | Amtszeit  | Kommission | Amtszeit  |
| --- | ------------ | --------- | ------------ | --------- | ---------- | --------- |
| 1.  | Monnet       | 1952–1955 |              |           |            |           |
| 2.  | Mayer        | 1955–1958 |              |           |            |           |
| 3.  | Finet        | 1958–1959 | Hallstein I  | 1958–1962 | Armand     | 1958–1959 |
| 4.  | Malvestiti   | 1959–1963 | Hallstein I  | 1958–1962 | Hirsch     | 1959–1962 |
| 5.  | Del Bo       | 1963–1967 | Hallstein II | 1962–1967 | Chatenet   | 1962–1967 |
| 6.  | Coppe        | 1967      | Hallstein II | 1962–1967 | Chatenet   | 1962–1967 |

### Die Europäische Kommission ab 1967
Obwohl auf dem Gipfel von Den Haag 1969 doch noch die von Hallstein geforderte Einführung von EG-Eigenmitteln beschlossen wurde, verlor die Europäische Kommission in den 1970er Jahren an Einfluss auf den Integrationsprozess. Die wesentlichen Initiativen gingen nun vom Europäischen Rat aus, während die Kommission immer mehr zum nur ausführenden Organ wurde. Auch das 1977 von Kommissionspräsident Roy Jenkins angestoßene Europäische Währungssystem konnte sich erst durchsetzen, nachdem der deutsche Bundeskanzler Helmut Schmidt und der französische Präsident Valéry Giscard d’Estaing die Idee aufgegriffen und zu ihrer eigenen gemacht hatten.

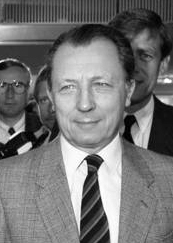
Jacques Delors, 1988

Erst nach der Überwindung der sogenannten Eurosklerose-Krise 1984 konnte sich die Europäische Kommission wieder stärker in den Integrationsprozess einbringen. Zur Schlüsselfigur wurde der Franzose Jacques Delors, der 1985 zum Kommissionspräsidenten ernannt wurde und dieses Amt bis 1995 einnahm. Delors initiierte das Binnenmarktprojekt, mit dem sich die Mitgliedstaaten in der Einheitlichen Europäischen Akte 1986 dazu verpflichteten, den Europäischen Binnenmarkt zu vollenden. Hierzu entwickelte die Kommission ein umfangreiches Arbeitsprogramm, das bis 1993 umgesetzt wurde. Zudem schlug die Kommission den sogenannten Delors-Plan vor, der die Grundlage für die 1992 im Vertrag von Maastricht vereinbarte Europäische Währungsunion legte.
Die folgenden EU-Vertragsreformen von Amsterdam 1997 und Nizza 2001 brachten der Kommission keine zusätzlichen Befugnisse, regelten jedoch ihre Zusammensetzung und innere Funktionsweise neu. So wurden die Kompetenzen des Kommissionspräsidenten bei der Auswahl und Aufgabenverteilung der Kommissare gestärkt. Außerdem wurde erstmals über eine Verkleinerung der Kommission diskutiert: Durch die Erweiterungen der EU war sie bis 1995 auf zwanzig Mitglieder angewachsen, da die fünf größten der fünfzehn Mitgliedstaaten jeweils zwei Kommissare stellen durften. Durch die geplante EU-Osterweiterung sollten noch einmal weitere Mitglieder hinzukommen. Um bei diesem Wachstum die Handlungsfähigkeit der Kommission zu erhalten, einigte man sich im Vertrag von Nizza darauf, dass ab 2005 jeder Mitgliedstaat nur noch einen Kommissar stellen sollte; ab dem 27. Mitglied sollte die Zahl der Kommissare kleiner sein als die der Staaten.
Die auf Delors folgenden Kommissionspräsidenten konnten dessen Impulse für eine aktivere Rolle der Europäischen Kommission nicht fortsetzen. Vielmehr kam sie zunehmend in das Blickfeld der öffentlichen Kritik an der vielfach als bürgerfern und undemokratisch verstandenen EU. Gegen Ende ihrer Amtszeit geriet die Kommission Santer (1995–1999) zudem in einen Korruptionsskandal um die Kommissarin Edith Cresson, die einen befreundeten unqualifizierten Mitarbeiter eingestellt hatte. Nachdem das Europäische Parlament daraufhin mit einem Misstrauensantrag drohte, trat die Kommission am 16. März 1999 geschlossen zurück.
Auch Santers Nachfolger Romano Prodi (1999–2004) und José Manuel Barroso (2004–2014) gelten vielfach als eher schwache Kommissionspräsidenten. Die Ernennung der ersten Kommission Barroso war zudem von einem weiteren Konflikt begleitet, da der von Italien vorgeschlagene Kommissar Rocco Buttiglione vor der Bestätigung der Kommission durch das Europäische Parlament durch umstrittene Äußerungen über Homosexualität und Frauenrollen auffiel. Das Parlament drohte daraufhin, der Kommission die Zustimmung zu versagen. Schließlich verzichtete Buttiglione auf das Amt.
Der Vertrag von Lissabon, der zum 1. Dezember 2009 in Kraft trat, brachte verschiedene Veränderungen für die Europäische Kommission. Insbesondere wurden die Ämter des Außenkommissars und des Hohen Vertreters für die Gemeinsame Außen- und Sicherheitspolitik (GASP) zusammengelegt, sodass auch im Bereich der GASP die Möglichkeit zur besseren Verzahnung zwischen Kommission und Rat entstand. Außerdem wurden die Politikbereiche erweitert, in denen die Kommission tätig werden kann. Vor allem die polizeiliche und justizielle Zusammenarbeit in Strafsachen, die zuvor ausschließlich dem Rat der EU unterlag, wurde in den Bereich des ordentlichen Gesetzgebungsverfahrens überführt, sodass die Kommission hier dieselben Kompetenzen erhielt wie in anderen Feldern.
Im April 2021 veröffentlichte die Europäische Kommission den Tragfähigkeitsbericht Fiscal Sustainability Report 2021 zur finanzpolitischen Situation der Mitgliedstaaten der Europäischen Union.
| Nr. | Kommission       | Amtszeit  |
| --- | ---------------- | --------- |
| 1.  | Rey              | 1967–1970 |
| 2.  | Malfatti         | 1970–1972 |
| 3.  | Mansholt         | 1972–1973 |
| 4.  | Ortoli           | 1973–1977 |
| 5.  | Jenkins          | 1977–1981 |
| 6.  | Thorn            | 1981–1985 |
| 7.  | Delors I         | 1985–1989 |
| 8.  | Delors II        | 1989–1993 |
| 9.  | Delors III       | 1993–1995 |
| 10. | Santer           | 1995–1999 |
| 11. | Prodi            | 1999–2004 |
| 12. | Barroso I        | 2004–2010 |
| 13. | Barroso II       | 2010–2014 |
| 14. | Juncker          | 2014–2019 |
| 15. | von der Leyen I  | 2019–2024 |
| 16. | von der Leyen II | 2024–     |

## Gehalt
Der Basislohn eines EU-Kommissars beträgt 112,5 % des höchsten EU-Beamten (Grad 16), 19.909,89 Euro im Monat ohne Zulagen. Die Präsidentin erhält 138 % (24.422,80 Euro), Vizepräsidenten 125 % (22.122,10 Euro) und Hohe Vertreter 130 % (23.006,98 Euro). Dieses Gehalt wird versteuert, die Steuern fließen in den EU-Haushalt zurück. Zudem erhalten die Kommissare eine Residenzzulage von 15 % des Grundgehalts sowie eine Aufwandsentschädigung von 607 Euro (Vizepräsidenten 911,38 Euro, Präsident 1418,07 Euro). Das Einkommen der Kommissionsmitglieder liegt damit im oberen Bereich dessen, was Regierungsmitglieder in den großen EU-Mitgliedstaaten üblicherweise verdienen; allerdings erhalten nationale Regierungsmitglieder teils noch weitere Formen von Zusatzvergütungen. Nach ihrer Amtszeit erhalten die Kommissionsmitglieder ab ihrem 65. Lebensjahr ein Ruhegehalt, das sich an der Dauer der Amtszeit berechnet. Es beträgt für jedes Amtsjahr 4,275 %, maximal aber 70 % des letzten Grundgehalts.

## Beamtenapparat
Den Kommissaren arbeiten in 33 Generaldirektionen ein Verwaltungsapparat von EU-Beamten zu, der allerdings mit ca. 32.000 Mitarbeitern deutlich kleiner ist als derjenige nationalstaatlicher Regierungen (zum Vergleich: Allein die Stadt Hamburg beschäftigt über 60.000 Beamte). Von den Beamten sind 42,2 Prozent weiblich, wobei in allen Jahrgängen unter 50 Frauen mit über 50 Prozent vertreten sind. Allerdings sind Frauen in mittleren und höheren Dienstgraden deutlich geringer vertreten. 25 Prozent der höheren Beamten waren Ende 2014 Frauen (1995: 4 Prozent). Daher war es ein Ziel der Kommission Juncker, deren Anteil in mittleren und höheren Dienstgraden auf 40 Prozent zu erhöhen.
Kommissionsmitarbeiter erhalten ihr Gehalt gemäß einer 16-stufigen Einteilung (Grade, unterteilt in die Assistenten-Laufbahn „AST“ und die Administratoren-Laufbahn „AD“), jeder Grad weist wiederum bis zu fünf Alterslevels auf. Die Einteilung steigt etwa alle zwei Jahre um eine Altersstufe. Nach der fünften Altersstufe erfolgt die Eingruppierung in einen höheren Grad. Vom Bruttogehalt wird eine Steuer einbehalten, die in den EU-Haushalt zurück fließt und zwischen 8 und 45 % ausmacht, dazu ein Solidaritätsbeitrag von 7 Prozent. Das Bruttogehalt beträgt jeweils in der ersten Altersstufe für Grad/AD 1 2.675,40 Euro monatlich, für AD5 4.384,38 Euro, für AD14 13.322,22 Euro und für AD16 17.054,40 Euro.
Sekretärinnen und Sekretäre werden in die Grade 1–6 eingeteilt, Assistenten in die Grade 1–11, (politische) Beamte beginnen auf Grad 5 („AD5“). Für Abteilungsleiter („Head of Unit“) erfolgt eine Eingruppierung ab mindestens Grad 9. Direktoren werden mit mindestens Grad/AD 14 eingestuft, Generaldirektoren mindestens Grad/AD 15.

## Kritik
Im Jahr 1997 hat das Europaparlament „die EU-Kommission wegen ihres Umgangs mit der Rinderseuche BSE scharf kritisiert. Das geht aus dem vorläufigen Bericht des BSE-Untersuchungsausschusses hervor. Die Kommission habe die Gefahren für die menschliche Gesundheit heruntergespielt, um einen Zusammenbruch des Rindfleischmarktes zu vermeiden.“
Die Europäische Kommission erhielt 2021 für die Einführung der Fahrzeugsoftware On-Board Fuel Consumption Meter (siehe auch On-Board-Unit) den deutschen Negativpreis Big Brother Award. „Die Messtechnik sei ‚ein weiteres Mosaiksteinchen in Richtung gläserne Autofahrer.innen‘“
Im Juli 2022 haben Europas oberste Datenschützer „ein verheerendes Urteil über die Vorschläge der EU-Kommission im Kampf gegen Darstellungen von Kindesmissbrauch im Netz gefällt.“
Die EU-Kommission weigert sich beharrlich, Auskunft darüber zu geben, welches Kommissionsmitglied wie oft in Privatjets unterwegs ist. Entsprechende Anfragen u. a. der Linken-Fraktion wie auch der Chefin des Haushaltskontrollausschusses, Monika Hohlmeier (CSU) wurden nicht beantwortet.
Im März 2024 beschloss das Europäische Parlament, die EU-Kommission wegen der umstrittenen Freigabe eingefrorener Fördergelder für Ungarn trotz Verstößen gegen rechtsstaatliche Prinzipien zu verklagen.
Siehe auch: Demokratiedefizit der Europäischen Union